# Bhutan Football Federation
De Bhutaanse voetbalbond of Bhutan Football Federation (BFF) is de voetbalbond van Bhutan. De bond is opgericht in 1983. Sinds 1993 is ze lid van de Aziatisch voetbalbond (AFC) en sinds 2000 van de FIFA.
De Bhutaanse Voetbal Federatie is verantwoordelijk voor het Bhutaans voetbalelftal en organiseerde de Bhutaanse competitie bestaande uit de Bhutan Premier League en de Bhutan Super League.

## President
In oktober 2021 was de president Dasho Ugyen Tsechup Dorji.

## Website
- www.fifa.com
- www.the-afc.com
- website BFF